# Fèlix Janer i Bertran
Fèlix Janer i Bertrán (Vilafranca del Penedès, Alt Penedès, 30 de juliol de 1771 - Guadalajara, 2 de desembre de 1865) fou un catedràtic i metge homeòpata català.
Fill de Miquel Janer i Pausas, ferrer, i d’Antònia Bertran i Anglada, a Vilafranca va estudiar llatí, i a Barcelona primer retòrica i poètica, durant dos anys, i, posteriorment, a Cervera filosofia durant tres anys. A Barcelona estudià Física experimental, Botànica i Química, i a Cervera cursà estudis de Medicina Teòrica, graduant-se com a batxiller el 1803, i doctorant-se el 1805. A l'any següent fou nomenat per oposició ajudant real de Medicina i va obtenir la càtedra de Matèria Mèdica a la Universitat de Cervera el 1807. Es traslladà a Barcelona després del nomenament com a catedràtic de l'Escola Especial de la Ciència de Curar el 1822. Després de la dissolució d'aquesta escola un any més tard, retornà a Cervera i romangué allà fins que fou nomenat catedràtic del Col·legi de Medicina i Cirurgia de Barcelona l'any 1826. Precisament, a partir de 1843 es responsabilitzà de la direcció d'aquesta escola, càrrec que ocupà fins que accedí a la càtedra de Clínica Mèdica de la Universitat de Madrid el 1847.
El 1820 fou elegit acadèmic i el 1822 ingressà a la Reial Acadèmia de Ciències i Arts de Barcelona (RACAB), on ocupà diversos càrrecs, i finalment, en fou el president entre els anys 1838 i 1839. També fou membre de l'Acadèmia de Medicina, de l'Acadèmia de Bones Lletres el 1837, la Societat Econòmica Barcelonesa d'Amics del País, i fou acadèmic corresponent de la Reial Acadèmia de la Història i també membre de diverses corporacions mèdiques internacionals.
Durant la Guerra del Francès, gràcies al seu domini de la llengua francesa i al fet que va oferir assistència mèdica gratuïta en diversos hospitals militars, evità un assalt de l'exèrcit napoleònic a Vilafranca. El 1848 ocupà el càrrec de conseller reial d'Instrucció Pública, i es convertí en metge cirurgià honorari de la Reial Cambra de Sa Majestat. També fou cavaller de la Reial i Distingit Orde Espanyol de Carles III i ocupà diversos càrrecs públics, com ara el de diputat a Corts espanyoles per la circumscripció de Catalunya el 1820, i vocal de la Junta de Beneficència de Barcelona el 1840.
Va conèixer l'homeopatia amb motiu d'un problema de salut que el va portar a consultar amb el doctor Núñez Pernía el 1844. El resultat favorable el portà a decidir-se a estudiar aquesta nova terapèutica i aplicar-la en alguns casos. I es convertí en un dels introductors de l'Homeopatia a Catalunya tenint un paper destacat en la seva difusió. En reconeixement i homenatge als seus mèrits, una de les noves espècies descobertes durant el segle xix, l'espècie Centaurea janerii, li fou dedicada a Fèlix Janer.
Fèlix Janer també destacà per la seva aportació a una nova concepció de l'ètica mèdica i la responsabilitat social de la Medicina, amb el seu tractat Elementos de moral médica ó Tratado de las obligaciones del médico y del cirujano en que se exponen las reglas de su conducta moral y política en el ejercicio de su profesión, on explica com els metges han de visitar els malalts, i el tracte que han de tenir amb els pacients dels hospitals, o el comportament a seguir davant les epidèmies i els contagis. També fou un dels impulsors del periodisme mèdic a Catalunya i de la Gaseta de Catalunya.
Entre les seves publicacions destaquen Elementos de moral médica (1831) i Tratado general y particular de las calenturas (1861).
L'any 2014 Jaume Baltà publicà un llibre sobre la biografia del metge vilafranquí Fèlix Janer, convertit en una referència mèdica a l'Europa del segle xix.